# Heritage Falls
Heritage Falls è un film del 2016 diretto da Shea Sizemore ed interpretato da David Keith.

## Trama
Charlie Fitzpatrick è l'allenatore di basket delle scuole superiori di maggior successo nella storia della Georgia. Convinto dalla moglie Laura e dalla nuora Heather, Charlie accetta di trascorrere un weekend in una baita di montagna insieme al figlio Evan, con cui ha rapporti molto tesi, e col nipote Markie, intenzionato a lasciare l'università per fare un tour con la sua band.

## Produzione
Il film è stato girato nella Contea di Stephens, in Georgia, in particolare a Toccoa.

## Accoglienza
Edwin L. Carpenter di The Dove Foundation ha dato al film una recensione positiva dicendo "La storia, la crescita del personaggio e il messaggio sono ispirati. Il film mette in chiaro una cosa: le persone possono crescere nelle loro relazioni e persino cambiare."